# アデル/ファラオと復活の秘薬
『アデル/ファラオと復活の秘薬』（ - ふっかつのひやく、原題: Les aventures extraordinaires d'Adèle Blanc-Sec、英題: The Extraordinary Adventures of Adel Blanc-Sec）は、2010年のフランス映画。ジャック・タルディが1976年に発表したバンド・デシネ『Les Aventures extraordinaires d'Adèle Blanc-Sec』を原作としている。

## ストーリー
第一次世界大戦前のフランス。女流ジャーナリストのアデルは、事故で瀕死の状態に陥った最愛の妹のために、古代エジプトに伝わるという「復活の秘薬」を探していた。だが、そんな彼女の前に宿敵であるマッドサイエンティストのデュールヴーや、太古に絶滅したはずの翼竜プテロダクティルスが立ちはだかる。アデルは数々の困難を乗り越えて、謎を解く鍵となる「ラムセス2世の侍医のミイラ」を探し出し、妹を救うことに成功する。

## キャスト
※括弧内は日本語吹き替え
- アデル・ブラン＝セック - ルイーズ・ブルゴワン（岡寛恵）
- デュールヴー - マチュー・アマルリック（納谷六朗）
- カポニ警部 - ジル・ルルーシュ（後藤敦）
- ジュスタン・ド・サン＝ユベール - ジャン＝ポール・ルーヴ（多田野曜平）
- メナール教授 - フィリップ・ナオン（塚田正昭）
- アンドレイ・ズボロフスキー - ニコラ・ジロー（勝杏里）
- エスペランデュー教授 - ジャッキー・ネルセシアン（石森達幸）
- 盗賊アクバー - ムーサ・マースクリ
- アガット・ブラン＝セック - ロール・ド・クレルモン（羽飼まり）

## 評価
フランスでは公開初週末に50万人を動員した。